# Wolfgang Amadeus Mozart
|  | «Mozart» redirigeix aquí. Vegeu-ne altres significats a «Mozart (desambiguació)». |

  Wolfgang Amadeus Mozart  (alemany: Johann Chrysostomos Wolfgang Gottlieb Mozart)  (Salzburg, 27 de gener de 1756 - Viena, 5 de desembre de 1791), [ˈvɔlfɡaŋ ʔamaˈdeːʊs ˈmoːtsaʁt] (?·pàg.), fou un compositor austríac, àmpliament considerat un dels més destacats de la història de la música occidental. La seva influència va ser profundíssima, tant en el món germànic com en el llatí. A diferència de qualsevol altre compositor en la història musical, va escriure en tots els gèneres musicals de la seva època i va excel·lir-ne en cadascun, així com per la seva sorprenent fluïdesa de composició. Era el germà petit de la pianista i compositora Maria Anna Mozart. La seva obra inclou més de sis-centes creacions, majoritàriament reconegudes com a obres mestres de la música simfònica, concertant, de cambra, per a fortepiano, operística i coral, aconseguint una popularitat i difusió internacional.
En la seva infantesa més primerenca a Salzburg, Mozart va mostrar una capacitat prodigiosa en el domini d'instruments de teclat i del violí. Amb només cinc anys ja componia obres musicals i les seves interpretacions eren de l'estima de l'aristocràcia i la reialesa europea. Als disset anys va ser contractat com a músic a la cort de Salzburg, però la seva inquietud el va portar a viatjar buscant una millor posició, sempre component de forma prolífica.
Les primeres gires per Europa el van fer famós i el van familiaritzar amb els estils musicals europeus, que després va sintetitzar en les seves obres. Va ser el primer compositor important que va intentar establir una carrera musical «independent». Al costat de Haydn i Beethoven, forma part de l'escola de Viena.
En els seus anys finals, va compondre moltes de les seves simfonies, concerts i òperes més conegudes, així com el seu Rèquiem. Les circumstàncies de la seva primerenca mort han estat objecte de nombroses especulacions i elevades a la categoria de mite.

## Biografia

### Primers anys de vida

#### Família i infància
Wolfgang Amadeus Mozart va néixer el 27 de gener de 1756 a Salzburg, aleshores capital de l'arquebisbat de Salzburg, un principat eclesiàstic independent dins del Sacre Imperi Romanogermànic (avui a Àustria). Fou el més petit dels set fills de Leopold Mozart (1719–1787) i d'Anna Maria, de soltera Pertl (1720–1778), cinc dels quals van morir abans de fer el primer any; essent la seva germana Maria Anna Mozart (1751–1829), coneguda familiarment com Nannerl, l'única que va arribar a la vida adulta, com ell.
El seu pare, Leopold Mozart, era natural d'Augsburg, aleshores una Ciutat Imperial Lliure del Sacre Imperi Romanogermànic. Era un compositor menor i un mestre experimentat. El 1743, va ser nomenat quart violinista de l'establiment musical del comte Leopold Anton von Firmian, el príncep-arquebisbe governant de Salzburg. Quatre anys més tard, es va casar amb Anna Maria a Salzburg. Leopold es va convertir en el mestre de capella adjunt de l'orquestra el 1763. Durant l'any del naixement del seu fill, Leopold va publicar un llibre de text de violí, Versuch einer gründlichen Violinschule, que va tenir èxit.
Mozart nasqué a la Getreidegasse 9 de Salzburg, una casa de tres plantes que, actualment, és un museu amb gran quantitat d'objectes de l'època i alguns instruments del Mozart infant. És un dels indrets més visitats de la ciutat, especialment per músics de tot el món. Mozart va ser batejat l'endemà del seu naixement a la catedral de Sant Rupert de Salzburg amb els noms de Joannes Chrysostomus Wolfgangus Theophilus Mozart. Tot i això, al llarg de la seva vida, signaria amb diverses variacions sobre el seu nom, essent una de les més recurrents «Wolfgang Amadè Mozart».

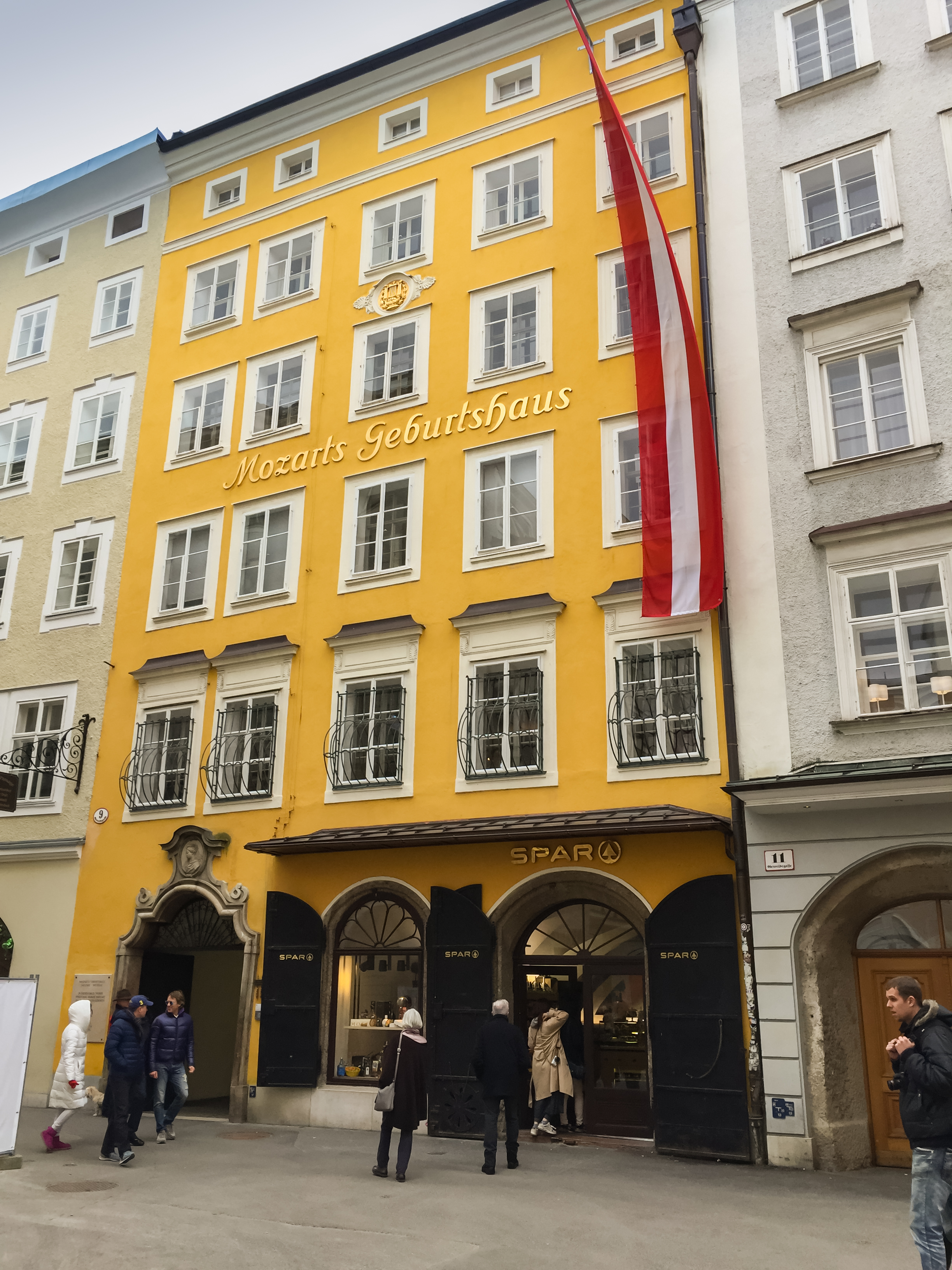
Casa natal de W. A. Mozart

Després del naixement de Wolfgang, el seu pare va abandonar-ho tot, llevat de les tasques pròpies del seu càrrec, per dedicar-se de manera exclusiva a la formació del menut. Va ser exigent com a pare i com a professor i en tot moment va estar vigilant la formació de Wolfgang, per guiar-lo com a persona i com a artista. Des de molt joves, Nannerl i Wolfgang Amadeus van mostrar unes extraordinàries facultats per a la música. Nannerl va començar a rebre classes de teclat amb el seu pare quan tenia set anys, i el seu germà, quatre anys i mig menor que ella, la mirava evidentment fascinat. Anys després de la mort del seu germà, ella va rememorar:
| « | Sovint passava molt de temps en el teclat, triant terceres, que a ell sempre el sorprenien i mostrava amb plaer que el so li agradava. […] En el seu quart any d'edat, el seu pare va començar a ensenyar-li, com un joc, a interpretar uns minuets i altres peces al teclat. […] Podia tocar-los impecablement i amb la major delicadesa i mantenint exactament el tempo. […] a l'edat de cinc anys ja componia petites peces, que interpretava per al seu pare, a qui estaven dedicades. | » |

Aquestes primeres peces, K. 1–5, es van registrar al Nannerl Notenbuch. Hi ha un cert debat acadèmic sobre si Mozart tenia quatre o cinc anys quan va crear les seves primeres composicions musicals, tot i que hi ha pocs dubtes que Mozart va compondre les seves tres primeres peces musicals en poques setmanes: K. 1a, 1b i 1c. Entre aquestes petites peces es troben l'Andante per a teclat en do major, Köchel Verzeichnis (KV) 1a, i l'Allegro per a teclat en do major, KV 1b.
Als quatre anys, practicava el clavicordi i va començar a compondre petites cançons i minuets de considerable dificultat. Als sis, tocava amb destresa el clavecí i el violí. Podia llegir música a primera vista, tenia una memòria prodigiosa i posseïa una inesgotable capacitat per improvisar frases musicals. Definitivament, no era un nen comú. Per a ell, la música i les matemàtiques eren tan naturals com els jocs per a qualsevol altre infant. El seu progenitor era un home intel·ligent, orgullós i religiós. Creia que els dots musicals del seu fill eren un miracle diví que, com a pare, tenia el deure de fer créixer.
Quan el nen va fer sis anys, Leopold va decidir exhibir els dots musicals dels seus fills davant de les principals corts d'Europa. Segons els primers biògrafs de Wolfgang, el seu pare «va voler compartir amb el món el miraculós talent del seu fill...»; en l'actualitat, es pensa més aviat que el va explotar. L'única cosa certa és que la seva figura autoritària i opressiva marcaria el jove Amadeus per tota la vida.
El biògraf Maynard Solomon afirma que mentre Leopold era un professor fidel als seus fills, hi ha evidències que Wolfgang treballava durament per avançar més enllà del que li ensenyaven. La seva primera composició impresa i els seus esforços precoços amb el violí van ser per iniciativa pròpia i Leopold es va veure fortament sorprès. Pare i fill tenien una relació molt estreta i aquests èxits d'infantesa van fer plorar d'alegria Leopold més d'una vegada.
Finalment Leopold va deixar de compondre quan l'excepcional talent musical del seu fill es va fer evident. Era l'únic professor de Wolfgang en els seus primers anys i li va ensenyar música, així com la resta d'assignatures acadèmiques.

### El primer viatge

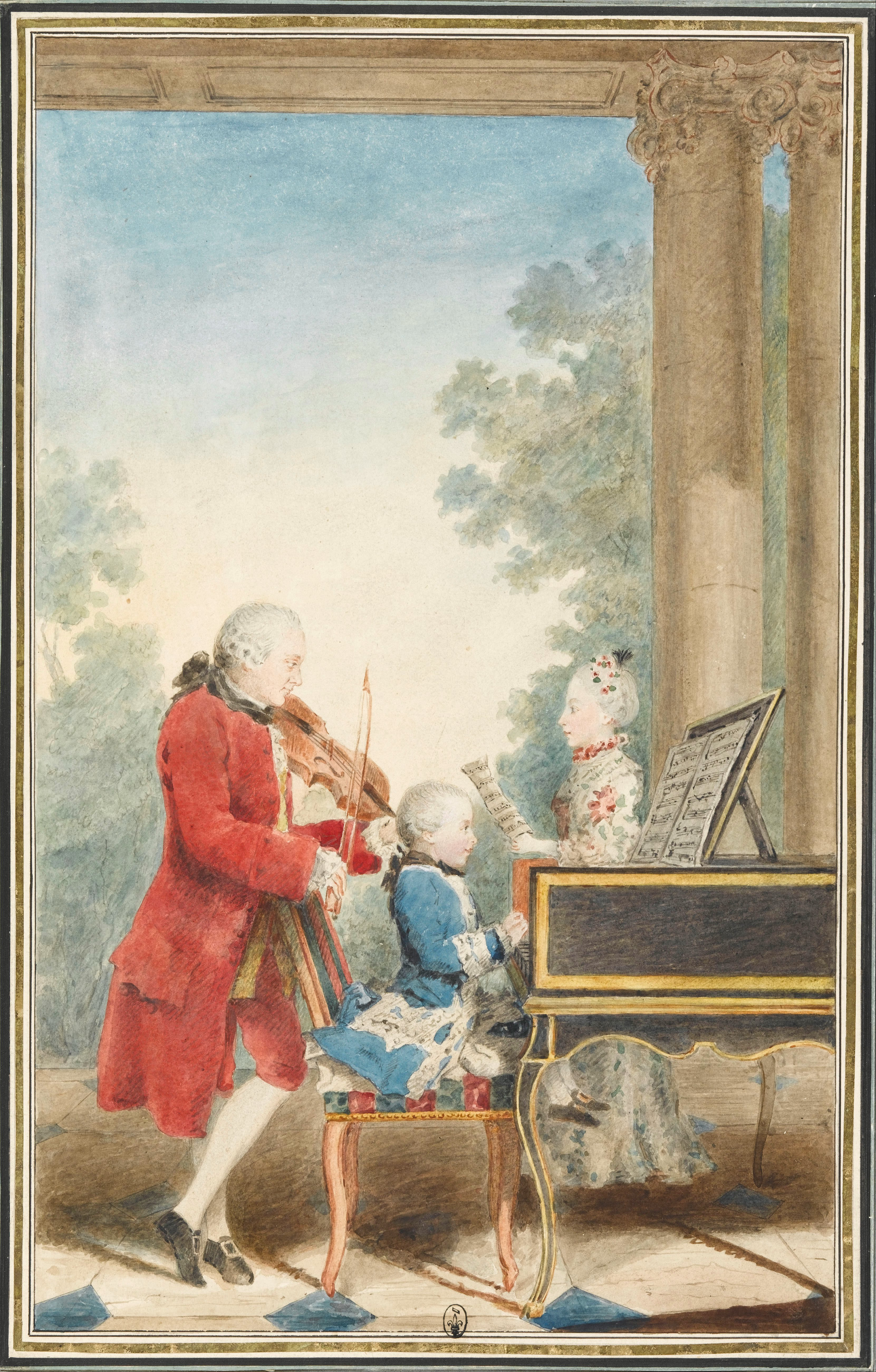
La família Mozart durant el seu viaje: Leopold interpretant el violí; Wolfgang Amadeus al clavecí i Nannerl, cantant. Aquarel·la de Louis Carrogis Carmontelle c. 1763.

Durant els anys en què Mozart es formava, la seva família va realitzar diversos viatges per Europa, durant els quals el van mostrar, juntament amb la seva germana Nannerl, com a nens prodigi. El 12 de gener de 1762, la família sencera va marxar cap a Múnic. Van començar amb una exhibició a la cort del príncep elector de Baviera Maximilià III i, més tard, el mateix any a la cort imperial de Francesc I a Viena. A Viena, van ser cridats a palau per l'emperadriu Maria Teresa. L'emperadriu va acabar fascinada amb el nen Wolfgang Amadeus, tant, que fins i tot el seia a la seva falda i li feia petons. Va ser allà on, en una ocasió, en relliscar pel terra enllustrat i caure, Wolfgang va ser auxiliat per la princeseta Maria Antonieta, que vint anys després seria guillotinada durant la Revolució Francesa. La permanència a la ciutat de Viena -un dels principals centres de la música en aquella època- va culminar amb dos recitals davant la família imperial al palau de Schönbrunn. El petit Wolfgang causava sensació en cada concert. Els diners recollits en aquest viatge no van ser tants com els elogis rebuts. Es podria dir que aquest va ser un viatge de prova per a Leopold. El 5 de gener de 1763, la família Mozart va retornar a Salzburg. El viatge havia durat encara no un any.

### El gran viatge

Retrat de Wolfgang Amadeus Mozart pintat per encàrrec de Leopold Mozart el 1763. L'autor és desconegut

Aquest gran viatge de la família de Mozart va començar el 9 de juny de 1763. Al llarg de tres anys i mig, van recórrer les principals ciutats d'Europa, tot aconseguint grans èxits. A Versalles, els Mozart van tocar davant el monarca Lluís XV. L'anècdota explica que, en aquesta ocasió, l'amant del rei, l'altiva madame de Pompadour, no va permetre que el nen Wolfgang l'abracés per por d'espatllar el seu vestit.
A Londres van causar l'admiració del rei Jordi III; al llarg d'aquest viatge, el jove músic va compondre la seva primera simfonia i el seu primer motet God is our Refuge, als nou anys, i va conèixer Johann Christian Bach, fill petit de Johann Sebastian Bach (tot i que, en aquesta època, tenia molt més d'èxit que no el seu pare, que era conegut com «el pare de Johann Christian Bach», que exercia una gran influència sobre la seva obra). A Holanda, va enlluernar tocant l'orgue més gran i complicat del món.
Sovint aquests viatges eren durs a causa dels mitjans rudimentaris de transport d'aquell temps, la necessitat d'esperar pacientment les invitacions i el pagament de les actuacions per part de la noblesa i les llargues malalties, algunes gairebé mortals, patides lluny de casa seva: en primer lloc va emmalaltir Leopold, l'estiu de 1764 durant la seva estada a Londres, i després van emmalaltir tots dos nens a l'Haia durant la tardor de 1765.
Cada presentació del jove Wolfgang Amadeus era una exhibició del seu virtuosisme amb el clavecí i el violí (es diu que, en aquella època, ja podia tocar el teclat amb els ulls embenats), i deixava els espectadors meravellats improvisant sobre qualsevol tema que li proposaven. A aquella edat, ja sabia ser galant i dedicava a les dames de la noblesa les seves primeres sonates per a violí i clavecí. La família va tornar a Salzburg el 30 de novembre de 1766.

### Les seves primeres òperes
El setembre de 1767, Mozart va viatjar a Viena acompanyat del seu pare i la seva germana Nannerl. Aquest cop, no per demostrar les seves habilitats de nen prodigi sinó per desenvolupar les seves facultats de compositor. A la ciutat imperial, va desenvolupar una intensa activitat: va escriure simfonies, misses, lieder i també les seves primeres obres, com el singspiel Bastien und Bastienne i la que va fer per encàrrec de Josep II: l'òpera bufa La finta semplice (La ingènua fingida).
Els músics de l'època a Viena van veure en el talent del nen una amenaça per als seus llocs i van començar les intrigues. No creien que només amb onze anys pogués escriure tan bona música i deien que el seu pare n'era l'autèntic autor. Les coses es van complicar: van haver-hi triomfs, però també fracassos.

### Un cavaller de 14 anys
El 1769, Mozart guanyà a Salzburg la plaça de mestre de concerts -gran honor per a un noi- però sense sou. Se li va finançar un viatge d'estudis a Itàlia, on Leopold pensava que Wolfgang Amadeus triomfaria component òperes. Pare i fill van arribar a Roma l'11 d'abril de 1770. Al Vaticà, Wolfgang Amadeus va escoltar el Miserere de Gregorio Allegri. Aquesta obra tenia caràcter secret, ja que només podia interpretar-se a la capella Sixtina i la seva publicació era prohibida sota pena d'excomunió.
No obstant això, el jove compositor va escriure de memòria, només arribar a la posada on s'allotjava, una versió molt aproximada de la partitura completa. El papa Climent XIV, admirat pel talent del músic de catorze anys, no sols no el va excomunicar sinó que el va nomenar cavaller de l'orde de l'Esperó d'Or, títol que, tot i els privilegis que li atorgava, mai interessà a Mozart.
| Antiphon "Quaerite primum regnum Dei", K. 86/73v                                                                       |
| |
| Compost el 9 d'octubre de 1770 per a l'admissió a l'Acadèmia Filharmònica de Bolonya; interpretat per Phillip W. Serna |
| |

Un altre gran triomf va ser l'estrena de l'òpera seria Mitridate, rè di Ponto, estrenada el 1770 a Milà sota forts aplaudiments i crits de "viva il maestrino". Aprovant un examen que a la resta dels candidats els va portar tres hores i que ell va resoldre en mitja hora, va ser admès com a compositor a l'Acadèmia Filharmònica de Bolonya, considerada el centre de l'erudició musical de l'època. L'ingrés de Mozart a l'Acadèmia va ser extraordinari, ja que encara li restava molt per a arribar als vint anys, edat mínima exigida pel reglament. Aquí va conèixer el pare Giovanni Battista Martini, important teòric de la música d'aquell temps, i pel qui Mozart sempre va tenir un gran afecte.

### El nou príncep-arquebisbe
Mozart va fer un segon viatge a Itàlia el 1771, per assistir a l'estrena de la seva òpera seria Ascanio in Alba. El mateix any, va tornar amb la seva família a Salzburg, que per aquells temps era un principat eclesiàstic regit per un príncep-arquebisbe. Es van assabentar de la mort de l'arquebisbe Schrattenbach, que sempre els havia fet costat.
Va començar llavors una nova etapa, molt més difícil. Heronymus von Colloredo, el nou príncep-arquebisbe de Salzburg, a qui Wolfgang va dedicar l'òpera seria Il sogno di Scipione, es va mostrar autoritari i inflexible amb el compliment de les obligacions imposades als seus subordinats. Mozart va ser confirmat al seu lloc de mestre de concerts; ara rebria un modest sou, però la seva llibertat de mica en mica disminuiria, fins al punt de sentir-se esclavitzat. Aquest fet va influir en el seu caràcter.

### Anys de lluita

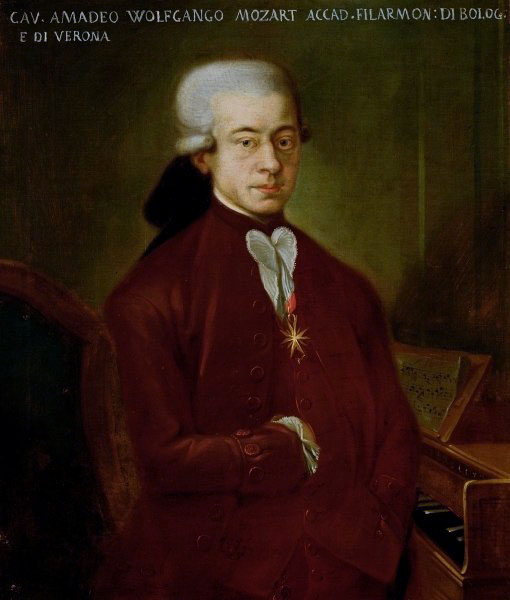
Mozart el 1777

Pare i fill van viatjar a Itàlia per últim cop el 1772. A Milà, Wolfgang va estrenar la òpera seria Lucio Silla. Leopold esperava que aquestes visites tinguessin com a resultat un nomenament professional per al seu fill, i de fet, el governant Arxiduc Ferran va contemplar contractar Mozart, però a causa de la reticència de la seva mare l'Emperadriu Maria Teresa a emprar "gent inútil", l'assumpte va ser abandonat: i les esperances de Leopold mai es van fer realitat. Cap al final del viatge, Mozart va escriure el motet en solitari Exsultate, jubilate, K. 165.
Mozart va cercar un treball digne i estable, sense resultat. Va haver de tornar a Salzburg. Als 17 anys, Wolfgang ja no podia passar per nen prodigi. Començava ara la lluita per la vida.
Després de tornar finalment amb el seu pare d'Itàlia el 13 de març de 1773, Mozart va ser emprat com a músic de la cort pel governant de Salzburg, el príncep-arquebisbe Hieronymus Colloredo. El compositor tenia molts amics i admiradors a Salzburg i va tenir l'oportunitat de treballar en molts gèneres, com ara simfonies, sonates, quartets de corda, misses, serenates i algunes òperes menors. Entre l'abril i el desembre de 1775, Mozart va desenvolupar un entusiasme pels concerts per a violí, produint una sèrie de cinc (els únics que va escriure), que van augmentar constantment en la seva sofisticació musical. Els tres últims—K. 216, K. 218, K. 219—ara són elements bàsics del repertori. El 1776, va dedicar els seus esforços als concerts per a piano, que van culminar amb el concert en mi bemoll K. 271 de principis de 1777, considerat per la crítica com una obra revolucionari.
El 1773, va fer un nou viatge a Viena, sense resultats pràctics, però positiu per al seu art, perquè va conèixer el nou estil vienès mitjançant la música de Haydn. El gener de 1775, Mozart va estrenar amb gran èxit a Múnic la seva òpera bufa La finta giardiniera (La falsa jardinera). Van ser per a Mozart anys prolífics: va escriure la òpera seria Il re pastore (El rei pastor), simfonias, concerts per a piano, concerts per a violí, divertimentos i molta música sacra per encàrrec del seu nou cap.
No obstant això, Mozart se sentia presoner, sentia que no progressava i, alterat per l'ambient provincià de Salzburg, l'agost de 1777 va reclamar a l'arquebisbe Colloredo la llibertat per a abandonar el seu càrrec. Més tard, en companyia de la seva mare, va iniciar un llarg viatge a París. En una escala a Múnic, va conèixer la família Weber i es va enamorar de la seva filla gran, Aloysia.
A Mannheim, va fer una gran amistat amb un grup de compositors d'aquesta ciutat, la qual era coneguda perquè les seves orquestres, per primer cop en la història de la música, exageraven la diferència entre els passatges suaus i els forts. Aquest estil es va donar a conèixer com a «estil de Mannheim» i poques dècades després seria una característica principal del romanticisme.

### Opressió i alliberament
Wolfgang Amadeus Mozart va romandre a París entre el 23 de març i el 26 de setembre de 1778, sense aconseguir millors beneficis monetaris, però arribant a estrenar obres com la simfonia París.
El 3 de juliol la seva mare va morir de febre tifoide. Deprimit per aquesta mort i alguns fracassos, Wolfgang decideix retornar al servei de Colloredo. Malenconiós, s'aturà a Múnic per proposar-li matrimoni a Aloysia Weber, però ella el rebutjà. Va tornar a Salzburg el gener de 1779. Colloredo li va augmentar el salari, però també les obligacions: havia de dedicar-li molt més de temps a càrrec seu. Aquell mateix any va escriure la Missa de la coronació.
El gener de 1781 va estrenar a Múnic Idomeneu, la seva primera gran òpera. Era a Augsburg quan va ser cridat per Colloredo. Després dels seus últims triomfs i de relacionar-se amb càrrecs quasi d'igual a igual, el tracte que li donava l'arquebisbe era humiliant per a ell. Les seves obres ja eren apreciades a tot Europa, però Colloredo es conformava a subestimar-lo, tractant-lo com un criat qualsevol. Finalment, Mozart es va rebel·lar; en acabar una difícil discussió, va decidir renunciar a la plaça. Així es van acabar deu anys, de 1771 a 1781, de tensions i disputes quasi permanents.

### Matrimoni com sigui
Mozart s'instal·là a Viena i visqué un any feliç. Va intervenir en concerts, va impartir classes i va escriure nombroses obres. 1782, va ser l'any d'una altra òpera triomfal: el singspiel El rapte del serrall.
Després del seu fracàs sentimental amb Aloysia Weber, va trobar consol amb Constanze, la germana menor. Però sabia que el seu pare Leopold no apreciava aquella família i va voler viatjar a Salzburg per presentar-li formalment la seva parella, però diversos esdeveniments van endarrerir el temut viatge per enfrontar-se al seu progenitor. El 4 d'agost de 1782, sense el consentiment del seu pare, Wolfgang Amadeus i Constanze es van casar a Viena. Per celebrar-ho i per calmar el seu moralista pare, Mozart va compondre la inacabada Gran missa en do menor (KV 427). Pensava estrenar-la a Salzburg amb Constanze com a primera soprano solista. Només ho va poder fer l'agost de 1783, però seria inútil. Desitjava demostrar a la seva família que havia escollit correctament, però Leopold i Nannerl mai no van acceptar del tot Constanze.
Per acabar-ho d'arrodonir, el seu primer fill va morir el 19 d'agost de 1783, al cap d'un mes de néixer. Dels set fills que Wolfgang Amadeus va tenir amb Constanze, només dos van arribar a sobreviure: Karl Thomas Mozart i Franz Xaver Wolfgang Mozart, aquests dos únics fills restaren solters i, per això, amb ells s'acabà la nissaga Mozart.
El 1782 havia conegut, pel baró Gottfried van Swieten, els oratoris de Händel i algunes obres de Bach, entre aquestes El clavecí ben temperat, que el va afectar profundament en el seu estil com a compositor.

### El més gran compositor

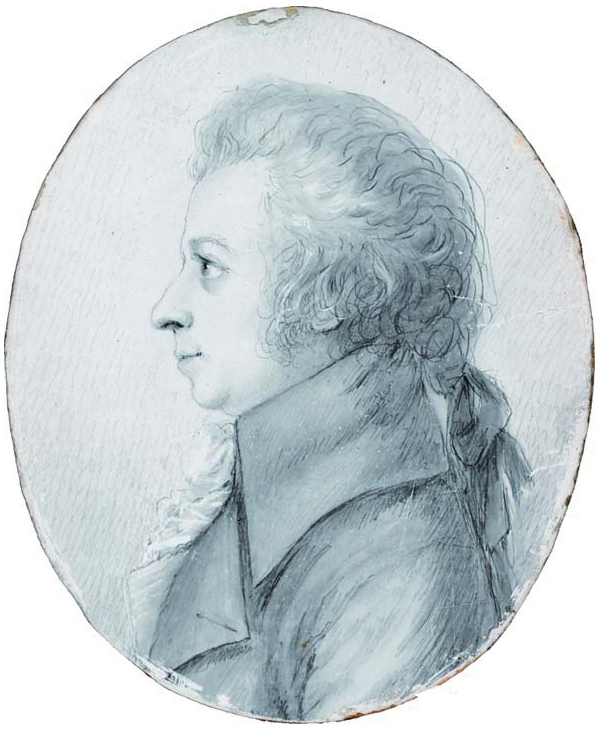
W. A. Mozart, 1789

El desembre de 1784, Mozart va ingressar a la francmaçoneria, en la qual va trobar un ideal filosòfic. El 1785, va ser un any de gran activitat artística i social. Wolfgang es va sentir entusiasmat davant l'aplaudiment que els vienesos van fer de la seva música. Va ser en aquella època quan dedicà sis quartets de corda a Haydn.
L'anècdota ens explica que, en escoltar-los, Haydn va manifestar a Leopold davant Déu que Wolfgang Amadeus era el més gran compositor que podia haver conegut. Va ser un gran període per a la creació. El 1786, Mozart es trobava al punt àlgid. Va estrenar l'òpera bufa Les noces de Fígaro, una de les seves obres mes importants, el 1787, a Praga, Don Giovanni, i, el 1790, a Viena, Così fan tutte, escrites les tres en italià amb llibrets de Lorenzo da Ponte.

### Temps de crisi

#### LaMissa de difunts
El març de 1791, Mozart va oferir un dels seus últims concerts públics a Viena; va tocar el Concert per a piano núm. 27 (KV 595). El seu últim fill, Franz Xaver, va néixer el 26 de juliol.
Un dia es va presentar a casa seva un desconegut, que va refusar identificar-se, i va encarregar a Mozart la composició d'un rèquiem. Li avançà part dels honoraris i van acordar que tornaria al cap d'un mes. Però el compositor va ser cridat des de Praga per escriure l'òpera seria La clemenza di Tito, per festejar la coronació de Leopold II com a rei de Bohèmia.
Quan pujava amb la seva dona al carruatge que els havia de portar a aquesta ciutat, el desconegut es va presentar un altre cop, tot demanant pel seu encàrrec. Això va alterar el compositor.
Més endavant, es va saber que aquell obscur personatge era un enviat del comte Franz Walsseg, l'esposa del qual havia mort. El vidu desitjava que Mozart compongués una missa de difunts per als funerals de la seva dona, però volia fer creure a la gent que l'obra era seva, i per això es volia mantenir en l'anonimat.
Mozart, des de la defunció del seu pare, estava obsessionat amb la idea de la mort. A més, estava debilitat per la fatiga i la malaltia, i era molt sensible a les coses sobrenaturals per la seva vinculació amb la francmaçoneria. Tot això, més la impressió que li havia causat l'aspecte de l'enviat, va fer que acabés creient que aquest era un missatger del destí i que el rèquiem que havia de compondre seria per al funeral propi.

#### El final d'una vida tràgica
La salut del geni va començar a declinar i la seva concentració disminuïa. La clemenza di Tito va ser acollida amb fredor pel públic. En retornar a Viena, Mozart es va posar a treballar en el rèquiem encarregat i va preparar, en companyia de l'empresari teatral i cantant Emanuel Schikaneder, els assaigs per al singspiel La flauta màgica. Aquesta es va estrenar amb un gran èxit el 30 de setembre de 1791, amb el mateix Mozart com a director. Un músic rival, Antonio Salieri, es trobava entre el públic.
Per aquelles dates, Mozart va acabar el Concert per a clarinet (KV 622). L'octubre de 1791 la seva salut va empitjorar. Caminava amb la seva esposa quan de sobte va seure en un banc i, molt agitat, va comentar a Constanze que algú l'havia enverinat. Al cap de no gaire va acabar prostrat al llit.
El 5 de desembre de 1791 Mozart va morir amb 35 anys, a Viena, ciutat que va veure triomfar el nen i morir l'home. Els metges no es van posar d'acord sobre la causa de la mort. No se sap si per negligència, o bé que era un costum de la Viena de l'època, va ser enterrat a la fossa comuna i, per això, mai se l'ha pogut ubicar.
Ha estat trobat un crani en una fossa comuna, que un metge va analitzar i es va fer la hipòtesi que era el de Mozart. D'això, s'ha conjecturat que la seva mort fou produïda per una cranoestenosi.
De tota manera, actualment, i sobretot a partir dels estudis de H. C. Robbins Landon, es dona com a causa més probable de la seva mort un conjunt de problemes mèdics que inclourien una progressiva insuficiència renal, probablement produïda per una faringitis estreptocòcica.

#### La llegenda
Es va propagar el rumor que Mozart havia mort enverinat per Antonio Salieri, que suposadament odiava el seu geni musical. Això va servir d'inspiració per a l'òpera Mozart i Salieri, de Rimski-Kórsakov, per a la petita obra de teatre del mateix nom del cèlebre escriptor rus Puixkin i per a l'obra teatral Amadeus, de Peter Shaffer (en la qual es basa la pel·lícula Amadeus de Milos Forman, protagonitzada per Tom Hulce). Tanmateix, hi ha diversos fets que contradiuen aquest nivell de rivalitat: el 1788, quan Salieri va ser nomenat Kapellmeister, en comptes de proposar per a l'ocasió una de les seves òperes va preferir reeditar Les noces de Fígaro, i a més, tres anys abans, el 1785, Salieri i Mozart havien compost conjuntament una cantata per a veu i piano, amb lletra de Lorenzo Da Ponte, per celebrar el retorn a escena de la cantant Nancy Storace. Aquesta obra s'havia donat per perduda en no trobar-se'n cap exemplar, però el 10 de gener del 2016 es va fer pública la troballa d'una còpia impresa de lletra i música per part del musicòleg i compositor Timo Jouko Herrmann, especialista en Antonio Salieri.
Una altra de les llegendes sobre l'enverinament apunta els seus germans de lògia maçònica, pel fet que hauria revelat massa secrets en el llibret i la música del seu singspiel La flauta màgica.
Es va arribar a dir, fins i tot, que les restes de Mozart havien estat perdudes per tal que no restessin petjades de l'homicidi.

## Obra
La producció de Mozart és extraordinàriament extensa; s'ha afirmat que cap altre compositor no ha assolit tal mestratge en tants mitjans diferents, encara que les seves òperes són les que realment tanquen la clau de l'essència del seu estil. Basant-se en les reformes operístiques de Gluck, Mozart va combinar una vívida caracterització vocal amb l'èmfasi en l'expressivitat i el timbre orquestral per aconseguir una concepció molt més dramàtica de la plantejada fins llavors.
La seva música, de formes ja fortament consolidades, poques vegades ha estat considerada revolucionària, però al públic de l'època, sens dubte, li va resultar difícil apreciar algunes de les seves obres, especialment a causa dels sorprenents contrasts, complexitat i harmonia de vegades dissonant. Mozart va assimilar els estils musicals europeus més importants quan era nen, per la qual cosa la seva obra posterior va fusionar la lírica italiana, la brillantor francesa i els procediments de composició centreeuropeus, amb un sentit natural de la simetria, que ha acabat per personificar el refinament clàssic.
La llista d'obres de Mozart va ser catalogada per Ludwig von Köchel el 1832 en el Köchel Verzeichnis. És formada per 626 opus (obres). La producció simfònica i instrumental consta de:
- 41 simfonies, entre les quals destaquen:
  - Simfonia núm. 25 en sol menor, KV 183 (octubre 1773),
  - Simfonia núm. 31 París en re major, KV 297 (maig-juny 1778),
  - Simfonia núm. 35 Haffner en re major, KV 385 (juliol-agost 1782),
  - Simfonia núm. 36 Linz en do major, KV 425 (novembre 1783),
  - Simfonia núm. 38 Praga en re major, KV 504 (finals 1786),
  - Simfonia núm. 39 en mi bemoll major, KV 543,
  - Simfonia núm. 40 en sol menor, KV 550 i
  - Simfonia núm. 41 Júpiter en do major, KV 551), escrites les tres darreres entre juny i agost 1788;
- concerts (27 per a piano, 5 per a violí i diversos per a altres instruments)
- sonates (18 per a piano, 36 per a piano i violí)
- música de cambra (duets, trios, quartets i quintets)
- 61 divertimentos
- serenates com per exemple Eine kleine Nachtmusik
- marxes
- 22 òperes, a partir de 1781, i després d'algunes òperes menors, arribarien els seus grans títols:
  - Idomeneo (1781)
  - El rapte del serrall (1782), singspiel, considerat per alguns la primera gran òpera còmica alemanya
  - Les noces de Fígaro (1786) sobre l'obra de Pierre-Augustin Caron de Beaumarchais, Fígaro
  - Don Giovanni (1787)
  - Così fan tutte (Així fan totes, 1790), escrites les tres darreres en italià amb llibrets de Lorenzo da Ponte
  - La flauta màgica (1791), singspiel, en la qual es reflecteixen els ritus i ideals maçònics
  - La clemenza di Tito (1791).

Va compondre també una gran quantitat d'obres corals (religioses i profanes) entre les quals destaquen la inacabada Gran missa en do menor i la Missa de rèquiem, que estava component quan va morir.

## L'origen del seu nom
Mozart va tenir diferents noms al llarg de la seva vida, a causa de diferents tradicions religioses de l'època i, en part, pel fet que el compositor era poliglota i va adaptar lliurement el seu nom a les diferents llengües. Però el seu nom autèntic era Joannes Chrysostomus Wolfgangus Theophilus Mozart, tal com es mostra en el registre baptismal de la catedral de Salzburg el 28 de gener de 1756, redactat en llatí pel mossèn Leopold Lamprecht.
.- Transcripció del certificat-.

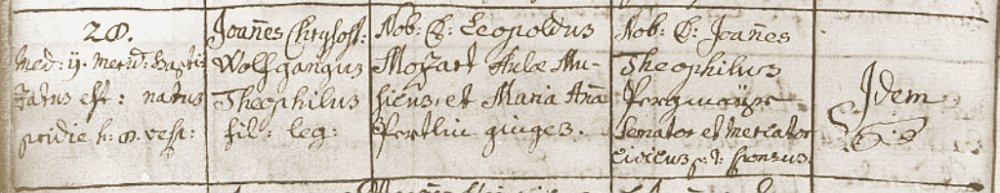
Certificat de baptisme de Mozart

Januarius 28. media hora 11. meridiana baptizatus est: natus pridie ähora 8. vespertina

Joannes Chrysostomus Wolfgangus Theophilus filius legitimus

Nobilis Dominu] Leopoldus Mozart Aulæ Musicus, et Maria Anna Pertlin giuges

Nobilis Dominus Joannes Theophilus Pergmaÿr Senator et Mercator civicus pro tempore sponsus

Idem Leopoldus Lamprecht Capellanus Civicus
- Els dos primers noms (Joannes Crysostomus) pertanyen al seu nom de pila d'acord amb els costums de l'Església catòlica de l'època, i fa referència al fet que va néixer el dia 27 de gener, festivitat de sant Joan Crisòstom. Però aquests noms no els va utilitzar mai en la seva vida quotidiana.
- Wolfgangus és Wolfgang adaptat del llatí parroquial, a part de ser el nom del seu avi patern.
- Theophilus es pot interpretar com l'amic de Déu o el qui estima Déu en grec (aquest nom propi prové del grec Θεόφιλος), d'aquí surt la forma familiar "Amadeus", que és la variant llatina del nom. Theophilus també era el nom del seu padrí. En alguns casos, Mozart va utilitzar el terme Gottlieb, que és l'adaptació a l'alemany del nom Theophilus.

## El seu llegat alsPaïsos Catalans
La primera òpera de Mozart coneguda als territoris de parla catalana fou Così fan tutte (Barcelona, 1798), tot i que va ser ignorat per gran part del públic durant gairebé tot el segle xix i només va poder aconseguir imposar-se amb concerts a Barcelona i València. L'Associació Wagneriana li dedicà una gran atenció i publicà traduccions dels llibrets de les seves òperes principals, les quals foren representades al Gran Teatre del Liceu gràcies a l'empresari J. Mestres. A hores d'ara, hi ha a Barcelona una associació d'Amics de Mozart.